# Jens Jordan (Mediziner)
Jens Jordan (* 7. Februar 1969 in Berlin) ist ein deutscher Arzt und Hochschullehrer. Er ist Direktor des Instituts für Luft- und Raumfahrtmedizin mit dem Envihab am Deutschen Zentrum für Luft- und Raumfahrt und Universitätsprofessor an der Medizinischen Fakultät der Universität zu Köln. Der Internist und Klinische Pharmakologe gilt international als Experte für Herzkreislauf- und Stoffwechselforschung.

## Laufbahn
Jens Jordan studierte Humanmedizin an der Freien Universität Berlin und promovierte dort 1996. Seine klinische und wissenschaftliche Weiterbildung erfolgte an der Franz-Volhard-Klinik in Berlin und der Division of Clinical Pharmacology der Vanderbilt University in Nashville, USA. Seine Habilitation in Klinischer Pharmakologie erfolgte 2002 an der Humboldt-Universität zu Berlin. Von 2003 bis 2008 leitete er als C3-Professor das Franz-Volhard-Centrum für Klinische Forschung der Charité Campus Buch. Von 2004 bis 2008 war er Klinischer Arbeitsgruppenleiter am Max-Delbrück-Centrum in Berlin. Von 2008 bis 2016 war er Direktor (W3) des Instituts für Klinische Pharmakologie der Medizinischen Hochschule Hannover, bevor er als Nachfolger von  Rupert Gerzer zum Direktor des Instituts für Luft- und Raumfahrtmedizin am Deutschen Zentrum für Luft- und Raumfahrt berufen wurde.

## Werk
Jordan hat mit seinem Team zu Erforschung von Erkrankungen des autonomen Nervensystems und den Mechanismen und Behandlungen von Bluthochdruck insbesondere bei Menschen mit Adipositas beigetragen. Er war an der Entdeckung des sogenannten Osmopressorreflexes beteiligt. Seine aktuelle Forschung (Stand 10/2021) beschäftigt sich damit, wie Umweltfaktoren im Weltraum, in der Luftfahrt und auf der Erde auf die menschliche Gesundheit wirken und leitet daraus wirksame Präventionsmaßnahmen ab.

## Ehrungen, Mitgliedschaften, Herausgebertätigkeiten
- Herausgeber von Clinical Autonomic Research und Mitherausgeber weiterer führender Zeitschriften
- Sprecher der Arbeitsgemeinschaft Autonomes Nervensystem
- Vorstandsmitglied der European Federation of Autonomic Societies (EFAS)
- Ehemaliges Mitglied des Boards der American Autonomic Society
- Mitgründer und erster Leiter der Working Group on Obesity, Diabetes, and High Risk Patients der European Society of Hypertension
- Seit 2003 Außerordentliches Mitglied der Arzneimittelkommission der Deutschen Ärzteschaft
- 2003: Helmholtz Fellow am Max-Delbrück-Centrum Berlin
- 2013: Peter Sleight Award[6] der European Society of Hypertension
- 2018: Auszeichnung als Robertson Plenary Lecturer der American Autonomic Society
- Mitglied der IAA (International Academy of Astronauts)
- Mitglied des Medical Boards der ESA (European Space Agency)
- Mitglied des Vorstandes der DGLRM (Deutsche Gesellschaft für Luft- und Raumfahrtmedizin)

## Schriften (Auswahl)
- J. R. Shannon, N. L. Flattem, J. Jordan, G. Jacob, B. K. Black: Orthostatic intolerance and tachycardia associated with norepinephrine-transporter deficiency. In: The New England Journal of Medicine. Band 342, Nr. 8, 24. Februar 2000, ISSN 0028-4793, S. 541–549, doi:10.1056/NEJM200002243420803, PMID 10684912.
- J. Jordan, J. R. Shannon, B. K. Black, Y. Ali, M. Farley: The pressor response to water drinking in humans : a sympathetic reflex? In: Circulation. Band 101, Nr. 5, 8. Februar 2000, ISSN 1524-4539, S. 504–509, doi:10.1161/01.cir.101.5.504, PMID 10662747.
- Christoph Schroeder, Steven Vernino, Andreas L. Birkenfeld, Jens Tank, Karsten Heusser: Plasma exchange for primary autoimmune autonomic failure. In: The New England Journal of Medicine. Band 353, Nr. 15, 13. Oktober 2005, ISSN 1533-4406, S. 1585–1590, doi:10.1056/NEJMoa051719, PMID 16221781.
- Sven Haufe, Stefan Engeli, Petra Kast, Jana Böhnke, Wolfgang Utz: Randomized comparison of reduced fat and reduced carbohydrate hypocaloric diets on intrahepatic fat in overweight and obese human subjects. In: Hepatology (Baltimore, Md.). Band 53, Nr. 5, Mai 2011, ISSN 1527-3350, S. 1504–1514, doi:10.1002/hep.24242, PMID 21400557.
- Marcus May, Jens Jordan: The osmopressor response to water drinking. In: American Journal of Physiology. Regulatory, Integrative and Comparative Physiology. Band 300, Nr. 1, Januar 2011, ISSN 1522-1490, S. R40–46, doi:10.1152/ajpregu.00544.2010, PMID 21048076.
- Stefan G. Lechner, Sören Markworth, Kate Poole, Ewan St John Smith, Liudmilla Lapatsina: The molecular and cellular identity of peripheral osmoreceptors. In: Neuron. Band 69, Nr. 2, 27. Januar 2011, ISSN 1097-4199, S. 332–344, doi:10.1016/j.neuron.2010.12.028, PMID 21262470.
- Stefan Engeli, Andreas L. Birkenfeld, Pierre-Marie Badin, Virginie Bourlier, Katie Louche: Natriuretic peptides enhance the oxidative capacity of human skeletal muscle. In: The Journal of Clinical Investigation. Band 122, Nr. 12, Dezember 2012, ISSN 1558-8238, S. 4675–4679, doi:10.1172/JCI64526, PMID 23114600, PMC 3533552 (freier Volltext).
- Jorge Manuel, Natalia Färber, Darius A. Gerlach, Karsten Heusser, Jens Jordan: Deciphering the neural signature of human cardiovascular regulation. In: eLife. Band 9, 28. Juli 2020, ISSN 2050-084X, S. e55316, doi:10.7554/eLife.55316, PMID 32720895, PMC 7386911 (freier Volltext).
- Ulrich Limper, Jens Tank, Tobias Ahnert, Marc Maegele, Oliver Grottke: The thrombotic risk of spaceflight: has a serious problem been overlooked for more than half of a century? In: European Heart Journal. Band 42, Nr. 1, 1. Januar 2021, ISSN 1522-9645, S. 97–100, doi:10.1093/eurheartj/ehaa359, PMID 32428936.